# Aramina (ort)
Aramina är en ort i Brasilien.   Den ligger i kommunen Aramina och delstaten São Paulo, i den sydöstra delen av landet, 500 km söder om huvudstaden Brasília. Aramina ligger 627 meter över havet och antalet invånare är 5 150.
Terrängen runt Aramina är platt åt nordväst, men åt sydost är den kuperad. Terrängen runt Aramina sluttar västerut. Närmaste större samhälle är Igarapava, 7,0 km nordost om Aramina.
Omgivningarna runt Aramina är en mosaik av jordbruksmark och naturlig växtlighet. Runt Aramina är det ganska glesbefolkat, med 43 invånare per kvadratkilometer.